# Dynamo Kijów
Futbolnyj Kłub Dynamo Kijów (ukr. Футбольний Клуб «Динамо» Київ) – ukraiński klub piłkarski z siedzibą w Kijowie, założony 13 maja 1927. Najbardziej utytułowany ukraiński klub, wielokrotny mistrz ZSRR i niepodległej Ukrainy, dwukrotny zdobywca europejskiego Pucharu Zdobywców Pucharów.
Występuje w rozgrywkach ukraińskiej Premier-lihi.

## Historia
Chronologia nazw:
- 13.05.1927: KPST Dynamo (ukr. Київське пролетарське спортивне товариство «Динамо»)
- 1928: Dynamo Kijów (ukr. «Динамо» (Київ))
- 1941: klub zawiesił działalność
- 1942: Start Kijów (ukr. «Старт» (Київ))
- 18.08.1942: klub rozwiązano
- 2.05.1944: Dynamo Kijów (ukr. «Динамо» (Київ))
- 1989: Państwowo-Publiczne Stowarzyszenie FK Dynamo Kijów (ukr. Державно-громадське об'єднання «ФК „Динамо” Київ»)
- 1993: Otwarta Spółka Akcyjna FK Dynamo Kijów (ukr. Відкрите Акціонерне Товариство «ФК „Динамо” Київ»)
- 03.2008: Sp.z o.o. Dynamo Kijów (ukr. ТОВ «ФК „Динамо” Київ»)

### 1927-1946
Klub sportowy Dynamo Kijów powstał 13 maja 1927 roku jako Kijowskie Proletariackie Stowarzyszenie Sportowe „Dynamo” (ros. Киевское пролетарское спортивное общество «Динамо», Kijewskoje proletarskoje sportiwnoje obszczestwo „Dinamo”).
5 kwietnia 1928 z inicjatywy naczelnika Okręgowego Oddziału OGPU w Kijowie Zapadnego zaczęto formować drużynę piłkarską. Jego zastępca Siergiej Barminski rozpoczął od rekrutowania do zespołu funkcjonariuszy OGPU oraz piłkarzy innych kijowskich drużyn. Pierwszy oficjalny mecz odbył się 17 lipca 1928, a przeciwnikiem była drużyna Dynamo Odessa (2:2). W lipcu 1928 Dynamo gościło mistrzów Moskwy – drużynę Dinamo Moskwa (2:6). W 1929 Dynamo rozegrało pierwszy mecz międzynarodowy z austriacką drużyną robotniczą.
W pierwszych latach istnienia klubu, do momentu utworzenia I ligi ZSRR, klub występował w rozgrywkach Towarzystwa Sportowego „Dynamo”.
W 1936 Dynamo Kijów wystartowało w rozgrywkach I ligi Radzieckiej w najwyższej klasie rozgrywkowej – grupie A. Mecz otwarcia sezonu rozegrano 24 maja 1936 na stadionie przy Alei Petrowskiej w Kijowie. Gospodarze ulegli piłkarzom Dynama Moskwa 1:5. Pierwszą bramkę dla Dynama Kijów w historii rozgrywek I ligi ZSRR zdobył Mykoła Machynia. W pierwszym sezonie zespół z Kijowa uzyskał drugie miejsce.
W latach 1937–1941 przebudowano kijowski Stadion Czerwony. Nadano mu wówczas nazwę Stadion Republikański.
Po rozpoczęciu wojny w 1941 większość piłkarzy zmobilizowano do wojska. Jeńcami wojennymi zostali Ołeksij Kłymenko, Mykoła Korotkych, Iwan Kuźmenko, Mykoła Trusewicz. Po wyjściu z niewoli razem z innymi piłkarzami z Kijowa w zakładzie piekarskim zorganizowali drużynę Start Kijów. W 1942 piłkarze rozegrali dziewięć meczów towarzyskich (w tym mecz 9 sierpnia 1942 z Flakelf – drużyną niemieckich sił lotniczych – znany jako mecz śmierci). Później trafili do obozu koncentracyjnego, w którym stracono: Ołeksija Kłymenkę, Iwana Kuźmienkę, Mykołę Trusewicza. Mykoła Korotkych jako funkcjonariusz NKWD został zamordowany przez Gestapo.

### 1946-1961
Po zakończeniu wojny wrócili do drużyny tylko Anton Idzkowski, Mykoła Machynia, Makar Honczarenko. W 1946 Dynamo zajęło przedostatnie miejsce i według regulaminu miało spaść do niższej ligi. Jednak ze względu na wielkie straty podczas wojny drużynę pozostawiono w lidze.
Od 1946 do 1951 dziewięciokrotnie zmieniano trenera. Dopiero od 1951 roku, kiedy zaproszono szkoleniowca Olega Oszenkowa, drużyna zaczęła odnosić oczekiwane sukcesy. Już w następnym sezonie (1952) klub zdobył drugie miejsce po raz drugi w historii, a w 1954 roku pierwszy Puchar ZSRR w piłce nożnej.
W 1961 roku przyszedł kolejny sukces. Dynamo Kijów na czele z Wiaczesławem Sołowjowem został Mistrzem ZSRR. Pierwszy raz klub spoza Moskwy osiągnął podobny sukces.

### 1962-1975
W radzieckiej piłce nożnej nastąpiła era Dynama Kijów. W 1964 roku klub prowadzony przez Wiktora Masłowa zdobył kolejny puchar kraju. Jako pierwszy radziecki klub wystartował w europejskich Pucharach. 2 września 1965 roku zespół zadebiutował w Pucharze Zdobywców Pucharów pokonując na wyjeździe irlandzki Coleraine (6:1).
W 1966 klub znowu wygrał Puchar Związku Radzieckiego, a w 1966, 1967, 1968 tytuł Mistrza ZSRR. 20 września 1967 roku w Glasgow Dynamo Kijów zadebiutował w Pucharze Europy Mistrzów Klubowych, najpierw wygrywając z miejscowym klubem Celtic F.C. (2:1, 1:1), a w następnej rundzie przegrywając z Górnikiem Zabrze (1:2, 1:1). W 1971 roku zdobywa już 5. mistrzostwo kraju.
W listopadzie 1973 roku trenerem został „Wielki Mistrz” Walery Łobanowski. Już w następnym, 1974, roku klub wygrał rozgrywki I ligi ZSRR oraz zdobył Puchar ZSRR.
W 1975 roku Dynamo ponownie zdobył tytuł mistrzowski I ligi radzieckiej oraz odniósł pierwszy wielki sukces na arenie międzynarodowej – Pucharze Zdobywców Pucharów i Superpucharze UEFA. Piłkarz Dynama Ołeh Błochin otrzymał Złotą Piłkę od France Football.
Skład z finału Pucharu Zdobywców Pucharów 1975: Jewgienij Rudakow – Anatolij Końkow, Stefan Reszko, Mychajło Fomenko, Wiktor Matwijenko – Władimir Troszkin, Wołodymyr Muntian, Wiktor Kołotow (kapitan) – Władimir Oniszczenko, Leonid Burjak, Ołeh Błochin.

### 1976-1991
Po triumfie 1975 Dynamo uzyskuje Mistrzostwo ZSRR jeszcze w roku 1977, 1980, 1981, a w 1978 i 1982 Puchar ZSRR. Przez ten czas nie odnosi sukcesów w pucharach europejskich.
W 1984 trenerem ponownie został Walery Łobanowski. Już w następnym 1985 roku Dynamo zostało mistrzem ZSRR oraz zdobyło kolejny Puchar ZSRR. W 1986 klub po raz drugi zdobył Puchar Zdobywców Pucharów. Następny piłkarz Dynama Ihor Biełanow otrzymał Złotą Piłkę od France Football (1986). W 1986 drużyna znów została mistrzem ZSRR, a w 1987 zdobyła Puchar ZSRR.
Skład z meczu finałowego Puchar Zdobywców Pucharów 1986: Wiktor Czanow – Siergiej Bałtacza (Andriej Bal), Władimir Biessonow, Oleg Kuzniecow, Anatolij Demianienko (kapitan), Wasilij Rac, Paweł Jakowienko, Iwan Jaremczuk, Aleksandr Zawarow (Wadim Jewtuszenko), Ihor Biełanow, Ołeh Błochin.
W 1989 roku klub został przekształcony w Państwowo-Publiczne Stowarzyszenie Dynamo Kijów. Jego pierwszym Prezesem został obrany Wiktor Bezwerchy.
W 1990 roku Dynamo Kijów w Mistrzostwach ZSRR zdobył ostatni, 13. tytuł Mistrza ZSRR oraz po raz dziewiąty Puchar ZSRR.
Dynamo Kijów nigdy nie spadło z najwyższej klasy rozgrywkowej Mistrzostw ZSRR (Dinamo Moskwa również osiągnęło podobny sukces).

### 1992-2002
Po rozpadzie ZSRR w 1991, klub zaczął swoją przygodę w nowo utworzonej lidze ukraińskiej. W finale play-off Dynamo Kijów przegrał z Tawriji Symferopol 0:1. Potem dziewięć razy z rzędu został Mistrzem Ukrainy.
W 1993 klub przejął na własność Hryhorij Surkis. Nowy właściciel zbudował nową bazę klubu w Koncza-Zaspie, oraz zmodernizował jego infrastrukturę. W 1996 roku Hryhorij Surkis, po wybraniu na stanowisko prezesa Zawodowej Ligi Piłkarskiej Ukrainy, zrzekł się stanowiska prezesa Dynama Kijów na rzecz swojego młodszego brata, Ihora.
W połowie lat 90. Dynamo zaczęło odnosić sukcesy w rozgrywkach europejskich. Doszedł do 1/4 finału w Lidze Mistrzów UEFA sezonu 1997/1998 oraz do półfinału rok później. Po tych sukcesach klub sprzedał swoich liderów do czołowych klubów europejskich. Andrij Szewczenko trafił do A.C. Milanu, Serhij Rebrow do Tottenham Hotspur, Ołeh Łużny do Arsenalu Londyn.
W maju 2002 roku podczas ligowego meczu z klubem Metałurh Zaporoże trener drużyny Walery Łobanowski dostał ataku serca i zmarł. Klub po nieprzerwanym dziewięcioletnim paśmie sukcesów został zdetronizowany przez klub z górniczego Doniecka – Szachtar.

### 2002-2007
Nowym trenerem został Ołeksij Mychajłyczenko. W latach 2003 i 2004 Dynamo zostało Mistrzem Ukrainy; poza tym w 2003 zdobyło także krajowy puchar, a w 2004 Superpuchar. Po tych sukcesach kolejnym trenerem został Jożef Sabo, a rok później zastąpił go Łeonid Buriak. Wtedy rozpoczął się okres słabej gry w Lidze Mistrzów – najpierw w 2005 klub nie zakwalifikował się do fazy grupowej, a w sezonie 2006/07 pod wodzą nowego trenera, Anatolija Demjanenko, nie wygrał żadnego meczu. W następnym roku było podobnie. Trenerem ponownie został Jożef Sabo, ale z nim klub również przegrał wszystkie 6 meczów w grupie.

### 2008-
W styczniu 2008 pierwszy raz w historii klubu został zaproszony trener spoza Ukrainy – Jurij Siomin z Rosji. Latem tego samego roku Dynamo zakwalifikował się do fazy grupowej Ligi Mistrzów, pokonując w 3 rundzie kwalifikacyjnej Spartaka Moskwa po wygranej 4:1 zarówno w Moskwie i Kijowie.
W 2009 Dynamo pokonało w fazie pucharowej Pucharu UEFA Valencię, Metalist Charków i Paris Saint-Germain. W półfinale nie zdołało jednak wygrać z przyszłym zwycięzcą tych rozgrywek – Szachtarem Donieck. Mimo to w tym samym sezonie Dynamo zostało mistrzem Ukrainy, o 15 pkt wyprzedzając Szachtara, który zajął drugie miejsce.
W maju 2009 Jurij Siomin z przyczyn osobistych powrócił do Lokomotiwa Moskwa, a jego następcą został Rosjanin Walerij Gazzajew.
Sezon 2009/2010 Dynamo rozpoczęło zwycięstwem w meczu o Superpuchar Ukrainy, pokonując Worskłę Połtawa (0:0) w rzutach karnych 4:2. Ale potem zespół grał coraz gorzej. W decydującym meczu o mistrzostwo 5 maja 2010 przegrał w Doniecku z Szachtarem 0:1, dzięki czemu górnicy wcześniej zdobyli kolejny tytuł mistrza kraju.
W sezonie 2010/2011 Dynamo odpadło z rozgrywek Ligi Mistrzów ustępując w 4.rundzie kwalifikacyjnym Ajaxowi Amsterdam. Po przegranym meczu w fazie grupowej Ligi Europy z Sheriffem Tyraspol 0:2 Gazzajew 1 października 2010 podał się do dymisji. Do końca roku kierował drużyną Ołeh Łużny, z którym klub awansował do fazy play-off Ligi Europy. 23 grudnia 2010 Jurij Siomin ponownie wrócił do kierowania Dynamem. Wiosną Dynamo dotarło do ćwierćfinału Ligi Europy, ale nie potrafiło zdobyć mistrzostwo Ukrainy.
Sezon 2011/2012 Dynamo rozpoczęło od zwycięstwa 3:1 nad Szachtarem w meczu o Superpuchar Ukrainy. Dynamo nie potrafiło przebić się do fazy grupowej Ligi Mistrzów, przegrywając dwukrotnie Rubinowi Kazań. Potem występował w Lidze Europy, ale zajął tylko trzecie miejsce w grupie. W mistrzostwach Ukrainy Dynamo ponownie było drugim.
Sezon 2012/2013 Dynamo rozpoczęło od największego za dotychczasową historię wzmocnienia zespołu. Klub podpisał kontrakty z Chorwatem Niko Kranjčarem, Portugalczykiem Miguelem Veloso oraz Brazylijczykiem Raffaelem, którzy przyszli z mistrzostw Anglii, Włoch i Niemiec odpowiednio. Jednak dalej drużyna nie pokazywała widowiskowej gry, dla tego 25.09.2012 Prezes klubu Ihor Surkis postanowił zakończyć okres kierowania przez rosyjskich fachowców i zaprosił na stanowisko głównego trenera byłą gwiazdę Dynamo – Ołeha Błochina, który rozpoczął proces budowania nowej drużyny. Wiele piłkarzy odeszło z klubu, zaproszono młodych piłkarzy. Klub zajął dopiero na mecie sezonu trzecie miejsce (klub po raz pierwszy od 1991 zajął w lidze inne miejsce niż pierwsze lub drugie), co nie dało choćby udziału w eliminacjach do Ligi Mistrzów.

## Barwy klubowe, strój, herb, hymn
|  |  |

Dynamo Kijów ma barwy biało-niebieskie. Każda z nich ma swoje znaczenie. Przez całą historię piłkarze domowe spotkania zazwyczaj grają w białych koszulkach, białych (czasem niebieskich) spodenkach oraz białych getrach. Kolory były wyznaczone przez decyzję Rady Centralnej Towarzystwa Sportowego Dynamo, która reprezentowała pracowników NKWD. W przeciwieństwie do czerwonego (kolor przelanej krwi), który wybrali sportowcy wojskowi, NKWD, symbolizując słowa swojego przewodnika Feliksa Dzierżyńskiego o czystych i jasnych myślach pracowników swej organizacji, postanowił więc wybrać kolory białe i niebieskie. Od początku istnienia piłkarze Dynama Kijów zazwyczaj noszą białe lub niebieskie stroje. Jedynie w latach 1990–1991 stroje były żółto-niebieskie, w nawiązaniu do narodowych barw Ukrainy.
Pierwsze logo klubu, które było zaprezentowane na koszulkach Dynama w 1927 roku była niebieska litera „Д” (D) w pionowym rombie. Z biegiem lat logo klubu wiele razy zmieniało się, ale litera D pozostała do dziś. Z okazji piętnastolecia towarzystwa Dynama w 1939 roku dynamowcy zasłużenie zostali odznaczeni Orderem Lenina, po czym wprowadzono pewne poprawki w godle – w górnej części pojawiła się gwiazda. Prezentacja własnego „ukraińskiego” emblematu „biało-niebieskich” pojawiła się na początku lat siedemdziesiątych XX wieku. Litera „D” została przedstawiona na tle flagi radzieckiej Ukrainy z napisem „Ukraińska SRR”. W 1989 po reorganizacji towarzystwa na profesjonalny klub piłkarski Dynamo zmieniło swój herb. Jednak podstawą godła klubu pozostała ta sama litera „D”, pod którą dodano słowo „Kijów”. W 1996 roku nadszedł czas na kolejne ulepszenie herba – dodano rok powstania klubu (1927), a sama tarcza stała się okrągła. W 2003 roku po tym, jak Dynamo zdobyło 10. mistrzostwo kraju, w górnej części logo została dodana złota gwiazda. Druga gwiazda została dodana do logo w 2007 roku podczas obchodów 80-lecia Dynama Kijów. Choć Dynamo wygrała tylko 13 ukraińskich tytułów ligowych, również były brane pod uwagę zdobyte 13 tytuły mistrzowskie byłego ZSRR, co niektórzy uważają odpowiedź na działania byłego największego dynamowskiego rywala Spartaka Moskwa, który uczynił to samo kilka lat wcześniej. Od 3 lipca 2011 obowiązuje nowe logo – romb z literą D i dwoma gwiazdkami nad rombem.

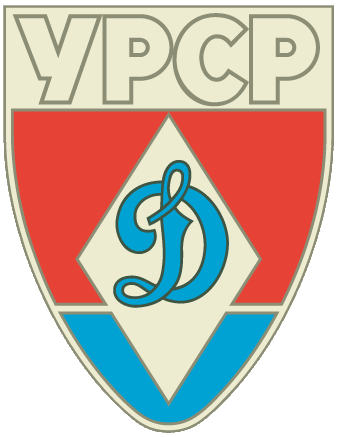
1972–1989
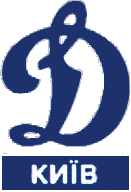
1989–1996
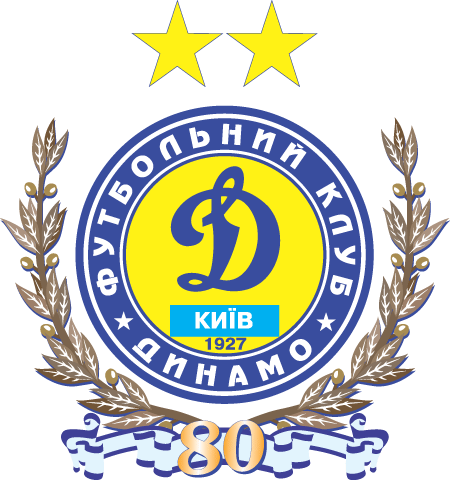
wrzesień – grudzień 2007
od 3 lipca 2011

Oficjalną maskotką klubu jest bóbr. Pierwsza nazwa „bobry” pojawiła się w 1989 roku. Maskotka klubu została opracowana przez włoską firmę Telemundi Group. Z wyglądu bóbr był podobny do Walerego Łobanowskiego (dodano bobrowi złotą grzywkę). Oficjalnie bóbr uznany za maskotkę klubu dopiero w 1995 roku, kiedy to został opracowany w szczegółach projekt stroju gryzonia. W tym samym czasie zorganizowano konkurs wśród fanów za najlepszą nazwę dla maskotki, a zwycięzca została uznana nazwa „Dik” (z rosyjskiego DInamo Kijew).

## Sukcesy

### Trofea międzynarodowe
| \| \| Zdobyte trofea w rozgrywkach międzynarodowych (stan na: 24-07-2020) \| |                                                                     |      |                  |
| Rozgrywki                                                                    | Osiągnięcie                                                         | Razy | Sezon(y)         |
| · Liga Mistrzów · (Puchar Europy)                                            | zdobywca                                                            | 0    |                  |
| · Liga Mistrzów · (Puchar Europy)                                            | finalista                                                           | 0    |                  |
| · Liga Mistrzów · (Puchar Europy)                                            | półfinalista                                                        | 3    | 1977, 1987, 1999 |
| · Liga Europy · (Puchar UEFA)                                                | zdobywca                                                            | 0    |                  |
| · Liga Europy · (Puchar UEFA)                                                | finalista                                                           | 0    |                  |
| · Liga Europy · (Puchar UEFA)                                                | półfinalista                                                        | 1    | 2009             |
| · Puchar Zdobywców                                                           | zdobywca                                                            | 2    | 1975, 1986       |
| · Puchar Zdobywców                                                           | finalista                                                           | 0    |                  |
| · Superpuchar UEFA                                                           | zdobywca                                                            | 1    | 1975             |
| · Superpuchar UEFA                                                           | finalista                                                           | 1    | 1986             |
| FIFA                                                                         | Zdobyte trofea w rozgrywkach międzynarodowych (stan na: 24-07-2020) |      |                  |

### Trofea krajowe
Ukraina
| \| \| Zdobyte trofea w rozgrywkach Ukrainy (stan na: 18-05-2025) \| |                                                            |             | |
| Rozgrywki                                                           | Osiągnięcie                                                | Razy        | Sezon(y) |
| · Mistrzostwo                                                       | I miejsce                                                  | 17 (rekord) | 1992/93, 1993/94, 1994/95, 1995/96, 1996/97, 1997/98, 1998/99, 1999/2000, 2000/01, 2002/03, 2003/04, 2006/07, 2008/09, 2014/15, 2015/16, 2020/21, 2024/25 |
| · Mistrzostwo                                                       | II miejsce                                                 | 13          | 1992, 2001/02, 2004/05, 2005/06, 2007/08, 2009/10, 2010/11, 2011/12, 2016/17, 2017/18, 2018/19, 2019/20, 2023/24                                          |
| · Mistrzostwo                                                       | III miejsce                                                | 1           | 2012/13 |
| Puchar                                                              | zdobywca                                                   | 13          | 1992/93, 1995/96, 1997/98, 1998/99, 1999/2000, 2002/03, 2004/05, 2005/06, 2006/07, 2013/14, 2014/15, 2019/20, 2020/21                                     |
| Puchar                                                              | finalista                                                  | 6           | 2001/02, 2009/08, 2010/11, 2016/17, 2017/18, 2024/25 |
| · Superpuchar                                                       | zdobywca                                                   | 8           | 2004, 2006, 2007, 2009, 2011, 2016, 2018, 2019 |
| · Superpuchar                                                       | finalista                                                  | 5           | 2005, 2008, 2014, 2015, 2017 |
| Ukraina                                                             | Zdobyte trofea w rozgrywkach Ukrainy (stan na: 18-05-2025) |             | |

ZSRR
| \| \| Zdobyte trofea w rozgrywkach Związku Radzieckiego (stan na: 01-01-1992) \| |                                                                         |             |                                                                              |
| Rozgrywki                                                                        | Osiągnięcie                                                             | Razy        | Sezon(y)                                                                     |
| Mistrzostwo                                                                      | I miejsce                                                               | 13 (rekord) | 1961, 1966, 1967, 1968, 1971, 1974, 1975, 1977, 1980, 1981, 1985, 1986, 1990 |
| Mistrzostwo                                                                      | II miejsce                                                              | 11          | 1936 (w), 1952, 1960, 1965, 1969, 1972, 1973, 1976 (j), 1978, 1982, 1988     |
| Mistrzostwo                                                                      | III miejsce                                                             | 3           | 1937, 1979, 1989                                                             |
| Puchar                                                                           | zdobywca                                                                | 9           | 1954, 1964, 1965/66, 1974, 1978, 1982, 1984/85, 1986/87, 1989/90             |
| Puchar                                                                           | finalista                                                               | 1           | 1973                                                                         |
| · Superpuchar                                                                    | zdobywca                                                                | 3 (rekord)  | 1980, 1985, 1986                                                             |
| · Superpuchar                                                                    | finalista                                                               | 1           | 1977                                                                         |
|                                                                                  | Zdobyte trofea w rozgrywkach Związku Radzieckiego (stan na: 01-01-1992) |             |                                                                              |

- Puchar Ukraińskiej SRR:
  - zdobywca (7x): 1936, 1937, 1938, 1944, 1946, 1947, 1948

### Inne trofea
- Trofeo Siudad de Valladolid (Valladolid):
  - zdobywca (2x): 1973, 1974
- Trofeo Teresa Herrera (A Coruña):
  - zdobywca (2x): 1981, 1982
- Amsterdam Tournament:
  - zdobywca (1x): 1986
- Zalai Hirlap Kupa (Węgry):
  - zdobywca (1x): 1986
- Trofeo Santiago Bernabéu (Madryt):
  - zdobywca (1x): 1986
- Pacific Cup (Los Angeles):
  - zdobywca (1x): 1988
- Memorial Armando Picchi (Livorno):
  - zdobywca (1x): 1988
- Turniej Pokoju (Shenyang):
  - zdobywca (1x): 1990 (drużyna rezerwowa)
- Puchar Mistrzów WNP: (Moskwa)
  - zdobywca (4x): 1996, 1997, 1998, 2002
  - finalista (1x): 1999
- Turniej im. Walerego Łobanowskiego: (Kijów)
  - zdobywca (2x): 2003, 2004
- Puchar Pierwogo Kanału: (Izrael)
  - zdobywca (1x): 2008
- Football Impact Cup (Marbella):
  - zdobywca (1x): 2012
- Marbella Cup (Marbella):
  - finalista (1x): 2012
- Zjednoczony Turniej:
  - zdobywca (1x): 2013

### Trofea indywidualne
- Najlepszy piłkarz Europy (Złota Piłka France Football):
  - Ołeh Błochin (1x): 1975 z Dynamem
  - Ihor Biełanow (1x): 1986 z Dynamem
  - Andrij Szewczenko (1x): 2004 z AC Milan, wychowanek Dynama
- Piłkarze Dynama stanowili trzon kadry narodowej ZSRR.
- Napastnik Dynama Ołeh Błochin jest liderem klasyfikacji najskuteczniejszych (211 bramek) oraz piłkarzy z największą ilością występów (432 mecze) w lidze ZSRR.
- Napastnik Dynama Serhij Rebrow jest liderem klasyfikacji najskuteczniejszych (113 bramek) w lidze ukraińskiej.

## Poszczególne sezony

### Rozgrywki międzynarodowe

#### Europejskie puchary
Dynamo Kijów debiutował w europejskich rozgrywkach w Pucharze Zdobywców Pucharów w sezonie 1965/66, awansując do ćwierćfinału, gdzie przegrał z Celticem F.C. Klub jest stałym uczestnikiem rozgrywek pucharowych pod egida UEFA, biorąc udział w ponad 50 turniejach. Dynamo Kijów nie opuścił ani jednego sezonu rozgrywek europejskich od 1990 roku, a od 1973 roku tylko dwa razy odpadł (1984/85 i 1988/89).

### Rozgrywki krajowe
ZSRR
| \| \| Bilans występów klubu w rozgrywkach piłkarskich Związku Radzieckiego (Stan na 31 grudnia 1991 r.) \| |                                                                                                   |        |       |     |     |     |      |     |     |           |        |        |            |
| Poziom | Rozgrywki                                                                                         | Sezony | Mecze | Z   | R   | P   | B+   | B–  | Pkt | Lata      | Awanse | Spadki | Naj.       |
| I | Grupa A                                                                                           | 6      | 104   | 42  | 32  | 30  | 214  | 182 | 145 | 1936–1940 | 0      | 0      | 2          |
| I | Pierwaja Gruppa                                                                                   | 5      | 128   | 38  | 32  | 58  | 138  | 217 | 108 | 1945–1949 | 0      | 0      | 4          |
| I | Klas A                                                                                            | 20     | 609   | 285 | 195 | 130 | 968  | 628 | 765 | 1950–1969 | 0      | 0      | 1          |
| I | Wysszaja gruppa A                                                                                 | 1      | 32    | 14  | 5   | 13  | 36   | 32  | 33  | 1970      | 0      | 0      | 7          |
| I | Wysszaja Liga                                                                                     | 22     | 652   | 326 | 206 | 120 | 1022 | 542 | 850 | 1971–1991 | 0      | 0      | 1          |
| | Puchar ZSRR                                                                                       | 49     |       |     |     |     |      |     |     | 1936–1991 | 0      | 0      | 1          |
| | Puchar Federacji ZSRR                                                                             | 4      |       |     |     |     |      |     |     | 1986–1989 | 0      | 0      | 3 w grupie |
| | Puchar sezonu ZSRR                                                                                | 4      |       |     |     |     |      |     |     | 1977–1986 | 0      | 0      | 1          |
| | Bilans występów klubu w rozgrywkach piłkarskich Związku Radzieckiego (Stan na 31 grudnia 1991 r.) |        |       |     |     |     |      |     |     |           |        |        |            |

Ukraina
| \| Ukraina \| Bilans występów klubu w rozgrywkach piłkarskich Ukrainy (Stan na 31 maja 2018 r.) \| \| |                                                                                   |        |       |     |    |    |      |     |      |              |        |        |      |
| Poziom                                                                                                | Rozgrywki                                                                         | Sezony | Mecze | Z   | R  | P  | B+   | B–  | Pkt  | Lata         | Awanse | Spadki | Naj. |
| I | Wyszcza Liha                                                                      | 17     | 502   | 375 | 92 | 35 | 1114 | 308 | 1163 | 1992–2007/08 | 0      | 0      | 1    |
| I | Premier-liha                                                                      | 10     | 294   | 213 | 42 | 39 | 610  | 208 | 681  | od 2008/09   | 0      | 0      | 1    |
| II | Persza Liha                                                                       | 0      |       |     |    |    |      |     |      |              | 0      | 0      |      |
| | Puchar Ukrainy                                                                    | 27     |       |     |    |    |      |     |      | od 1992      | 0      | 0      | 1    |
| | Superpuchar Ukrainy                                                               | 12     | 12    | 7   | 0  | 5  |      |     |      | od 1992      | 0      | 0      | 1    |
| Ukraina                                                                                               | Bilans występów klubu w rozgrywkach piłkarskich Ukrainy (Stan na 31 maja 2018 r.) |        |       |     |    |    |      |     |      |              |        |        |      |

#### Liga ukraińska
Klub od sezonu 1992 bez przerw występuje na najwyższym poziomie. Jest rekordzistą ligi, zdobywając 16 razy tytuł Mistrza Ukrainy. Również w mistrzostwach ZSRR ma na swoim koncie ich najwięcej (13 tytułów mistrzowskich).

#### Puchar Ukrainy
Dotychczas klub rozegrał ponad 140 meczów w rozgrywkach o Puchar kraju. 12 razy zwyciężał, a 5 przegrał w finale.

#### Superpuchar Ukrainy
Dotychczas klub siedmiokrotnie zdobył Superpuchar Ukrainy i pięciokrotnie poniósł w finale porażkę.

## Statystyki

### Rekordy klubowe
Stan na 27 grudnia 2016.
- Liczba sezonów w najwyższej klasie rozgrywkowej: 80 (1936–1991 w ZSRR (54) i od 1992-nadal)
- Liczba sezonów w Pucharze Europy Mistrzów Klubowych/Lidze Mistrzów UEFA: 32 (od 1968-nadal)
- Liczba sezonów w Pucharze UEFA/Lidze Europy: 16 (od 1974-nadal)
- Liczba sezonów w Pucharze Zdobywców Pucharów Krajowych: 4 (od 1966-1991)
- Liczba sezonów w Superpucharze Europy: 2 (1975, 1986)

### Rekordy indywidualne

#### Najwięcej występów w klubie
Stan na 25 kwietnia 2016.
| #  | Piłkarz              | Lata występów       | Mistrzostwo | Puchar | Europuchary | Inne* | Razem |
| -- | -------------------- | ------------------- | ----------- | ------ | ----------- | ----- | ----- |
| 1  | Ołeksandr Szowkowski | 1993–2016           | 417         | 58     | 135         | 8     | 618   |
| 2  | Ołeh Błochin         | 1969–1987           | 432         | 67     | 79          | 4     | 582   |
| 3  | Anatolij Demjanenko  | 1979–1990 1992–1993 | 347         | 46     | 43          | 3     | 439   |
| 4  | Ołeh Husiew          | 2003–2016           | 292         | 43     | 97          | 6     | 438   |
| 5  | Łeonid Buriak        | 1973–1984           | 304         | 51     | 51          | 2     | 408   |
| 6  | Wołodymyr Weremiejew | 1968–1982           | 310         | 45     | 44          | 2     | 401   |
| 7  | Wołodymyr Muntian    | 1965–1977           | 302         | 34     | 35          | 0     | 371   |
| 8  | Wołodymyr Bezsonow   | 1976–1990           | 277         | 47     | 39          | 4     | 367   |
| 9  | Serhij Rebrow        | 1992–2000 2005–2007 | 242         | 44     | 72          | 2     | 360   |
| 10 | Władysław Waszczuk   | 1993–2002 2005–2008 | 254         | 41     | 62          | 0     | 357   |

* – Superpuchar ZSRR/Ukrainy

#### Najwięcej goli w klubie
Stan na 25 kwietnia 2016.
| #  | Piłkarz           | Lata występów       | Mistrzostwo | Puchar | Europuchary | Inne* | Razem |
| -- | ----------------- | ------------------- | ----------- | ------ | ----------- | ----- | ----- |
| 1  | Ołeh Błochin      | 1969–1987           | 211         | 29     | 26          | 0     | 266   |
| 2  | Serhij Rebrow     | 1992–2000 2005–2007 | 113         | 19     | 31          | 0     | 163   |
| 3  | Maksim Shatskix   | 1999–2008           | 97          | 22     | 23          | 0     | 142   |
| 4  | Andrij Szewczenko | 1994–1999 2009–2012 | 83          | 16     | 25          | 0     | 124   |
| 5  | Andrij Jarmołenko | 2007–2017           | 83          | 16     | 17          | 0     | 116   |
| 6  | Ołeh Husiew       | 2003–2016           | 58          | 14     | 22          | 2     | 96    |
| 7  | Artem Miłewski    | 2002–2013           | 57          | 11     | 16          | 3     | 87    |
| 8  | Wiktor Kanewski   | 1953–1964           | 80          | 5      | 0           | 0     | 85    |
| 9  | Łeonid Buriak     | 1973–1984           | 56          | 12     | 14          | 0     | 82    |
| 10 | Wiktor Kołotow    | 1971–1981           | 62          | 11     | 8           | 0     | 81    |

* – Superpuchar ZSRR/Ukrainy
Uwaga: czcionką pogrubioną wydzielono piłkarzy, którzy jeszcze grają w klubie.

#### Jubileuszowe bramki w Mistrzostwach Ukrainy
- 1-a – 7 marca 1992, Jurij Hrycyna (3.min, Dynamo Kijów – Metalist Charków 2:1)
- 100-a – 28 sierpnia 1993, Serhij Rebrow (89.min, Metalist Charków – Dynamo Kijów 1:2)
- 200-a – 10 marca 1995, Wiktor Łeonenko (56.min, Dynamo Kijów – Szachtar Donieck 3:0)
- 300-a – 9 czerwca 1996, Andrij Szewczenko (70.min, Dynamo Kijów – Dnipro Dniepropetrowsk 5:1)
- 400-a – 9 listopada 1997, Jurij Maksymow (19.min, Dynamo Kijów – Nywa Tarnopol 4:2)
- 500-a – 10 maja 1999, Andrij Szewczenko (48.min, Worskła Połtawa – Dynamo Kijów 0:2)
- 600-a – 16 czerwca 2000, Wasyl Kardasz (83.min, Metalist Charków – Dynamo Kijów 0:5)
- 700-a – 8 kwietnia 2002, Lucky Idahor (52.min, Karpaty Lwów – Dynamo Kijów 0:2)
- 800-a – 17 sierpnia 2003, Tiberiu Ghioane (14.min, Metałurh Zaporoże – Dynamo Kijów 2:2)
- 900-a – 25 kwietnia 2005, Maksim Shatskix (58.min, Metałurh Donieck – Dynamo Kijów 1:2)
- 1 000-a – 9 września 2006, Diogo Rincón (54.min, Metałurh Donieck – Dynamo Kijów 1:1)
- 1 100-a – 12 kwietnia 2008, Artem Kraweć (5.min, Dynamo Kijów – Tawrija Symferopol 3:0)
- 1 200-a – 1 sierpnia 2009, Andrij Jarmołenko (90+1.min, Krywbas Krzywy Róg – Dynamo Kijów 1:3)
- 1 300-a – 7 maja 2011, Ognjen Vukojević (53.min, Karpaty Lwów – Dynamo Kijów 1:2)
- 1 400-a – 10 marca 2013, Denys Harmasz (71.min, Wołyń Łuck – Dynamo Kijów 0:2)
- 1 500-a – 23 listopada 2014, Jeremain Lens (56.min, Metałurh Zaporoże – Dynamo Kijów 2:4)
- 1 600-a – 31 lipca 2016, Andrij Jarmołenko[8] (31.min, Karpaty Lwów – Dynamo Kijów 0:2)
- 1 700-a – 3 grudnia 2017, Derlis González[9]. (90.min, Dynamo Kijów – FK Mariupol 5:1)
- 1 800-a – 7 października 2019, Wiktor Cyhankow[10][11]. (56.min, Kołos Kowaliwka – Dynamo Kijów 0:4)

## Piłkarze, trenerzy, prezydenci i właściciele klubu

### Piłkarze

#### Numery zastrzeżone
| Nr | Poz. | Piłkarz                    |
| -- | ---- | -------------------------- |
| 12 | --   | Klub Kibica (12-y piłkarz) |

#### Obecny skład
Stan na 24.09.2024:
| Nr | Poz. | Piłkarz                |
| -- | ---- | ---------------------- |
| 1  | BR   | Heorhij Buszczan       |
| 2  | OB   | Kostiantyn Wiwczarenko |
| 3  | OB   | Maksym Diaczuk         |
| 4  | OB   | Denys Popow            |
| 6  | PO   | Wołodymyr Brażko       |
| 7  | NA   | Andrij Jarmołenko      |
| 8  | PO   | Wołodymyr Szepelew     |
| 9  | PO   | Nazar Wołoszyn         |
| 10 | PO   | Mykoła Szaparenko      |
| 11 | NA   | Władysław Wanat        |
| 15 | PO   | Wałentyn Rubczynski    |
| 18 | PO   | Ołeksandr Andrijewski  |
| 20 | OB   | Ołeksandr Karawajew    |
| 22 | PO   | Władysław Kabajew      |
| 23 | OB   | Nawin Małysz           |

| Nr | Poz. | Piłkarz                            |
| -- | ---- | ---------------------------------- |
| 24 | OB   | Ołeksandr Tymczyk                  |
| 28 | OB   | Brayan Ceballos (wyp. z Fortaleza) |
| 29 | PO   | Witalij Bujalski (kapitan)         |
| 32 | OB   | Taras Mychawko                     |
| 35 | BR   | Rusłan Neszczeret                  |
| 39 | NA   | Eduardo Guerrero                   |
| 40 | OB   | Kristian Biłowar                   |
| 44 | OB   | Władysław Dubinczak                |
| 45 | NA   | Maksym Braharu                     |
| 51 | BR   | Wałentyn Morhun                    |
| 74 | BR   | Denys Ihnatenko                    |
| 76 | PO   | Ołeksandr Pichalonok               |
| 91 | PO   | Mykoła Mychajłenko                 |
| 99 | NA   | Matwij Ponomarenko                 |

#### Piłkarze na wypożyczeniu
| Nr | Poz. | Piłkarz                                          |
| -- | ---- | ------------------------------------------------ |
|    | OB   | Iwan Kotucha (w Dinaz do 30.06.2025)             |
|    | OB   | Ołeksandr Syrota (w Maccabi Hajfa do 30.06.2025) |
|    | OB   | Ołeksij Husiew (w Zoria do 30.06.2025)           |
|    | PO   | Benito (w Zoria do 30.06.2025)                   |
|    | PO   | Serhij Bułeca (w Lechia Gdańsk do 30.06.2025)    |
|    | PO   | Anton Carenko (w Lechia Gdańsk do 30.06.2025)    |
|    | PO   | Giorgi Citaiszwili (w Granada do 30.06.2025)     |
|    | PO   | Samba Diallo (w Hapoel Jerozolima do 30.06.2025) |
|    | PO   | Ołeksandr Jacyk (w Zoria do 30.06.2025)          |

| Nr | Poz. | Piłkarz                                          |
| -- | ---- | ------------------------------------------------ |
|    | PO   | Justin Lonwijk (w Vitesse do 30.06.2025)         |
|    | PO   | Reszat Ramadani (w Shkëndija do 30.06.2025)      |
|    | PO   | Gerson Rodrigues ( Guangxi Haliao do 30.06.2025) |
|    | PO   | Vitinho (w Red Bull Bragantino do 30.06.2025)    |
|    | PO   | Wikentij Wołoszyn (w Zoria do 30.06.2025)        |
|    | NA   | Ihor Horbacz (w Zoria do 30.06.2025)             |
|    | NA   | Eric Ramírez (w Tigre do 30.06.2025)             |
|    | NA   | Władysław Supriaha (w Zoria do 30.06.2025)       |

#### Znani piłkarze
Na liście wymieniono piłkarzy, którzy stali się legendą klubu.

### Prezesi
Funkcję prezesa klubu pełniło 37 osób, w tym 3 z nich dwukrotnie.
| Lp. | Imię i nazwisko                                                                 | Okres urzędowania | Okres urzędowania |
| --- | ------------------------------------------------------------------------------- | ----------------- | ----------------- |
| 1.  | część Dynamo, republikańskiej sekcji radzieckiego towarzystwa sportowego Dynamo | 1927              | 1989              |
| 2.  | Wiktor Bezwerchy                                                                | 1989              | 1993              |

| Lp. | Imię i nazwisko | Okres urzędowania | Okres urzędowania |
| --- | --------------- | ----------------- | ----------------- |
| 3.  | Hryhorij Surkis | 1993              | 10.06.2002        |
| 4.  | Ihor Surkis     | 10.06.2002        | obecnie           |

## Struktura klubu

### Stadion
Swoje mecze domowe klub rozgrywa na należącym do miasta Narodowym Sportowym Kompleksie Olimpijskim, który mieści 70 500 widzów i ma wymiary boiska 105x68 metrów. Po raz pierwszy zespół zagrał na tym stadionie 9 września 1945 w meczu Mistrzostw ZSRR przeciwko drużynie z Tbilisi (2:7), a w okresie od 1953 do 1996 roku stadion był areną domową klubu. W okresie od 1996 do końca 2007 roku zespół grał na Olimpijskim przeważnie domowe mecze głównych rund pucharów europejskich oraz najważniejsze mecze o mistrzostwo i Puchar Ukrainy.
Od 1934 do 1941 oraz od 1996 do końca 2011 roku stadionem macierzystym klubu był stadion „Dynamo” im. Walerego Łobanowskiego, który jest położony w pięknym parku w centrum miasta, blisko brzegów Dniepru i może pomieścić 16 873 widzów (wymiary 105x75). W części centralnej trybuny znajduje się trzypiętrowe biuro klubu „FK Dynamo Kijów” i prawie wszystkie służby klubowe. W 2001 roku na stadionie otwarto centrum fitness z basenem. Klub posiada również nowoczesny ośrodek treningowy w dzielnicy Koncza-Zaspa.

### Sponsorzy
| Lata      | Sponsor        |
| --------- | -------------- |
| 1927–1987 | bez sponsora   |
| 1987      | Commodore      |
| 1988      | bez sponsora   |
| 1989–1990 | Fisac          |
| 1991–1994 | Lufthansa      |
| 1994–1994 | bez sponsora   |
| 1996–2004 | PromInwestBank |
| 2004–2006 | Energoholding  |
| 2006      | UkrTelekom     |
| 2007–2013 | PrywatBank     |
| 2013–2014 | Nadra Bank     |
| od 2015   | bez sponsora   |

| Lata      | Sponsor     |
| --------- | ----------- |
| 1975–1989 | Adidas      |
| 1989      | Duarig      |
| 1989–1991 | Admiral     |
| 1992–1996 | Umbro       |
| 1996–2018 | Adidas      |
| od 2018   | New Balance |

### Sekcje klubowe
Dynamo Kijów utrzymuje także swoje własne szkółki piłkarskie dla dzieci i młodzieży, mające siedziby również w Kijowie. Rezerwowa drużyna Dynamo Kijów U-21, inaczej zwana młodzieżowa lub „dubl” (ukr. дубль), występuje w rozgrywkach Mistrzostw Ukrainy spośród młodzieży. Juniorskie drużyny są potocznie nazywane Dynamo-2, która występuje w niższych ligach Mistrzostw Ukrainy, oraz Dynamo-3, która do 2008 występowała w III lidze Mistrzostw Ukrainy, a od 2012 nazywa się Dynamo Kijów U-19 i występuje w rozgrywkach Mistrzostw Ukrainy spośród juniorów.
Andrij Szewczenko, jeden z najsłynniejszych byłych graczy Dynama, ukończył właśnie taką szkółkę.

## Kibice i rywalizacja z innymi klubami

### Kibice
Dynamo Kijów jest klubem, który ma kibiców w całej Ukrainie. Największa ich liczba znajduje się w stolicy oraz pobliskich miejscowościach. Ruch fanów Dynamo jest jednym z najstarszych na Ukrainie. Aktywne wsparcie rozpoczęło się w latach 80. w okresie sowieckim (Ukraińska SRR). Następnie zaczęło pojawiać się pierwsze graffiti z logo drużyny i było zarejestrowane w jednej z największych walk w ZSRR: fanów Dynamo przeciwko fanom Spartaka Moskwa w centrum Kijowa. W latach 90. XX wieku na trybunach stał się popularny styl angielski.

### Rywalizacja
Dynamo utrzymuje przyjazne stosunki z: Karpatami Lwów i FK Dnipro. (ta trójka to tak zwana „koalicja”, „triada”), Hutnikiem Kraków oraz z fanami Żalgirisu Wilno. Napięte stosunki z: Szachtarem Donieck, Czornomorcem Odessa, Metalistem Charków, Spartakiem Moskwa i Legią Warszawa. Obecnie wszyscy fani zadeklarowali zawieszenie broni z powodu wojny we wschodniej Ukrainie.

### Derby
Najsłynniejsze derby na Ukrainie to derby Ukrainy z Szachtarem Donieck, zawsze trzymane w bardzo napiętej atmosferze. Grają derby Kijowa z Arsenalem Kijów, silna rywalizacja także ze względu na politykę – fani Arsenału są skrajnie lewicowi.